# سمرتی

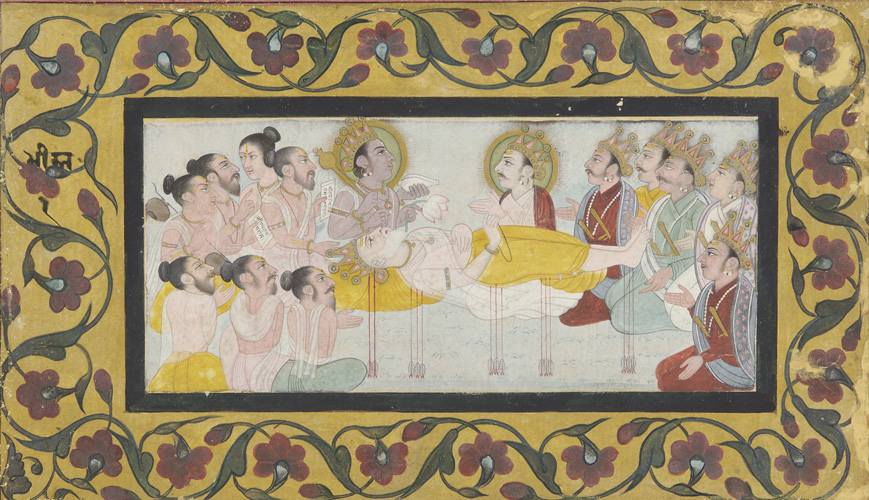
نقاشی از سمرتی

سْمْرْتی (سانسکریت: स्मृति، آوانگاری: Smr̥ti، ت. «یادمانده») اصطلاح عامی است برای همه حجم وسیعی از دانش مقدس دینی هندوها که به خاطرها آمده و در سنّت هندویی منتقل گشته‌است. برخی پژوهندگان متون سمرتی را معادل روایات در سنت‌های دیگر تلقی کرده‌اند.
به این ترتیب، چنان‌که از همین اصطلاح نیز برمی‌آید، این متون گرچه وحیانی (شروتی) تلقی نمی‌شوند اما از طرفی از ارزش و اعتبار دینی درجه دو برخوردارند، و برخی، مانند بهگود گیتا، حتی محبوبیت و توجهی هم‌ارز مهم‌ترین متون ودایی کسب کرده‌اند.
دراین‌که سْمْرْتی، در اصطلاح عام خود، شامل چه متونی می‌شود توافق وجود ندارد، اما به‌اتفاق ایتی‌هاسه‌ها، پوراناها، ودرمه‌شاستره‌ها (خویشکارشناسی‌ها) را سْمْرْتی می‌شمارند.